# 서버 관리자
서버 관리자는 IT 직종 중의 하나이다. 서버관리자는 특정분야의 서버만 관리하는 것이 아니라, 매우 다양한 분야의 시스템을 관리한다. 관리하는 서버 또한 업체마다 다르며 서버 관리자는 대부분 그 업체에 종속된다.
서버 관리자는 윈도우 서버, 리눅스등 다양한 운영 체제에 대한 지식이 요구된다.

## 같이 보기
- 시스템 관리자